# Colloredo

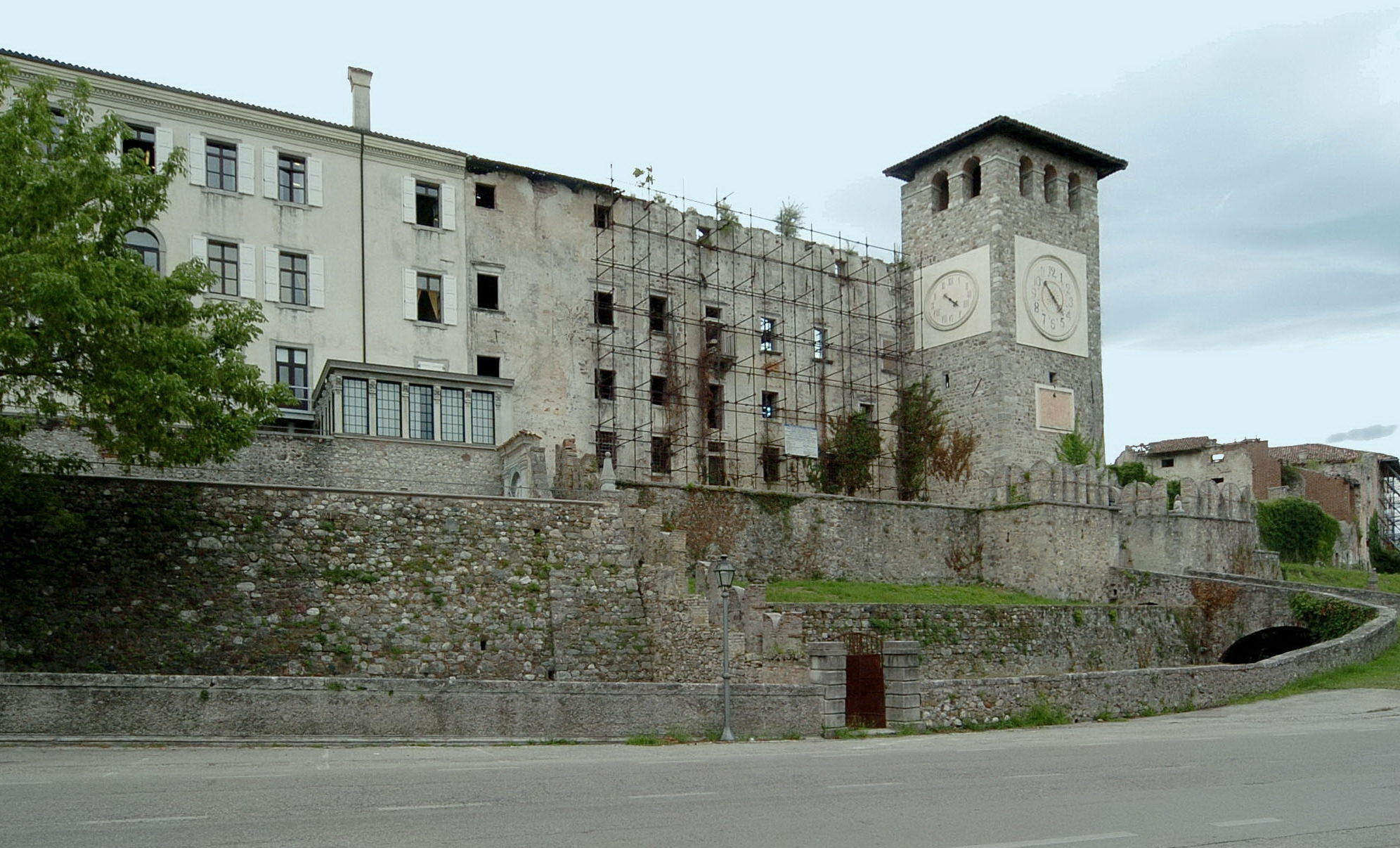
Colloredo di Monte Albano, castello Colloredo

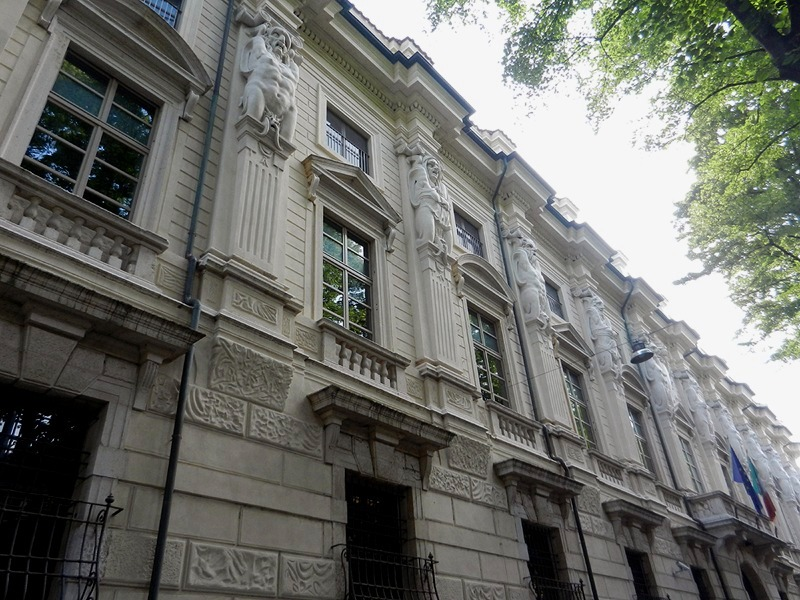
Mantova, Palazzo di Giustizia, ex Gonzaga Colloredo

La famiglia Colloredo è una casata nobile friulana che ebbe un ruolo importante nella storia dello Stato Patriarcale di Aquileia, esercitando il potere feudale su un ampio territorio e prendendo parte al Parlamento del Friuli.

## Storia
Il 4 dicembre 1302 il Patriarca di Aquileia Ottobuono di Razzi concedeva a Guglielmo di Waldsee, visconte di Mels, facoltà di costruire un nuovo castello su di un colle di proprietà della famiglia, presso la villa di Colloredo, nella giurisdizione feudale di Mels; da questa data la famiglia iniziò ad appellarsi "Colloredo Mels".
Tra i feudi che possedette vi furono: l'originario castello di Mels, la città di Venzone, i castelli di Albana e Prodolone (da cui presero il nome due rami della famiglia) con i fortilizi di Sattimberg e Monfort, Colloredo e poi i feudi di Susans e Sterpo, Castel Dobra (Dobrovo) e Fleana (Fojana) (questi ultimi due nell'attuale Slovenia), Sezza, Latisana e Sutrio. Fuori del Friuli possedette palazzi a Mantova e Recanati, i castelli di Opocno in Boemia, di Libenau nella Stiria, di Wolpersdorf, di Ober Vobling, di Aggesbach e di Tulln nella Bassa Austria, il marchesato e la rocca di Santa Sofia in Toscana.
Tra le lotte dei Colloredo ricordiamo quelle contro i patriarchi di Aquileia, i conti di Gorizia, i Caminesi, i Savorgnan, i Torriani.
Venne ascritta alla nobiltà di Gorizia e del Sacro Romano Impero nel 1591 ed ottenne quella di baroni in Austria nel 1624, quella senese nel 1627, quella di Mantova nel 1721 e infine quella Milanese nel 1761, conti del Sacro Romano Impero dal 1724. A tal proposito va menzionata la nomina a governatore della Lombardia di Girolamo Colloredo (1719-1725, sotto cui si posero le sbarre al naviglio) e di Hieronymus Graf von Colloredo a Principe-Arcivescovo di Salisburgo. Rudolph Joseph von Colloredo-Waldsee (1706-1788), vicecancelliere dell'imperatrice Maria Teresa, fu elevato al rango ereditario di principe del Sacro Romano Impero nel 1763.
La famiglia si divise in varie linee di cui quella di Asquino si estinse nel 1738 e beni e titoli furono ereditati dai Montecuccoli, quella di Viscardo acquisì il marchesato di Santa Sofia di Marecchia, feudo toscano, quella di Mannsfeld ereditò con il matrimonio di Franz Gundakkar (1731-1807) con l'ultima erede Maria Isabella (1771) titoli e beni dei principi von Mansfeld (1780), con diritto di unire i due cognomi dal 1789 (Colloredo-Mannsfeld).
La famiglia vestì inoltre l'abito di Malta, venne insignita col titolo di Visconte di Mels nell'XI secolo e ottenne il titolo di Conte del S.R.I. nel 1824.
Su commissione del conte Carlo Ottavio di Colloredo (1723-1786), direttore dell'Accademia degli Invaghiti, nel 1767-1769 Antonio Bibbiena realizzò a Mantova il Teatro Scientifico, gioiello settecentesco della città, dove Mozart il 16 gennaio 1770 tenne un concerto nella sua prima tournée italiana, all'età di quattordici anni.

## Struttura del Casato
|                                                            |                                                            |                                        |                                        |
|                                                            | Colloredo (ramo antico) 1126-1344                          |                                        |                                        |
|                                                            |                                                            |                                        |                                        |
|                                                            |                                                            |                                        |                                        |
| Colloredo Mels (ramo comitale) 1344-1646                   | Colloredo Mels (ramo comitale) 1344-1646                   | Colloredo Mels di Santa Sofia dal 1344 | Colloredo Mels di Santa Sofia dal 1344 |
|                                                            |                                                            |                                        |                                        |
|                                                            |                                                            |                                        |                                        |
| Colloredo-Waldsee (o Colloredo-Gonzaga dal 1721) 1646-1861 | Colloredo-Waldsee (o Colloredo-Gonzaga dal 1721) 1646-1861 | Colloredo-Mannsfeld dal 1763           | Colloredo-Mannsfeld dal 1763           |

## Ramo primogenito

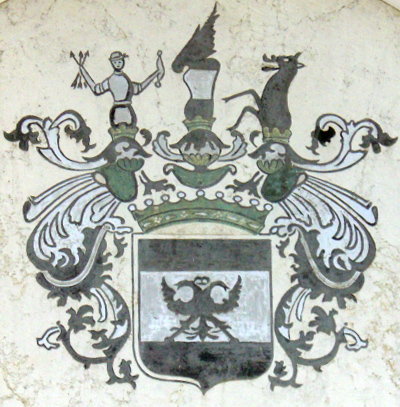
Stemma del ramo primogenito della famiglia dei Conti di Colloredo Mels.

Il ramo primogenito della famiglia Colloredo godette dei seguenti titoli nobiliari: Conti del S.R.I., Signori di Colloredo, Mels e ville annesse, Nobili col predicato di detti titoli, Conti dell'Impero Austriaco, Nobili di Recanati.

## Ramo di Santa Sofia
Il ramo di Santa Sofia della famiglia Colloredo godette dei seguenti titoli nobiliari: Marchesi di Santa Sofia, Signori di Colloredo, Mels e ville annesse, Nobili col predicato di detti titoli, Conti dell'Impero Austriaco, Nobili di Recanati. Il barone Fabrizio Colloredo, è insignito del marchesato di Santa Sofia e Monterotondo dal granduca di Toscana Cosimo II, del quale era maestro di camera, con diploma del 23 settembre 1615. Avranno il possesso del feudo fino al 1794 quando venne soppresso.
- Fabrizio, I marchese di Santa Sofia (1615-1645)
- Fabio, II marchese di Santa Sofia (1645-1660)
- Ferdinando, III marchese di Santa Sofia (1660-1689)
- Girolamo, IV marchese di Santa Sofia (1689-1726)
- Rodolfo, V marchese di Santa Sofia (1726-1750)
- Fabio Leandro, VI marchese di Santa Sofia (1750-1775)
- Girolamo, VII marchese di Santa Sofia (1775-1810)
- Fabio Leandro, VIII marchese di Santa Sofia (1810-1855)
- Girolamo Antonio, IX marchese di Santa Sofia (1855-1882)
- Paolo, X marchese di Santa Sofia (1882-1933)
- Rodolfo, XI marchese di Santa Sofia (1933-1961)
- Ferdinando, XII marchese di Santa Sofia (1961-?)
- Antonio Vicardo, XIII marchese di Santa Sofia (?-oggi)

## Colloredo-Mansfeld

Stemma principesco dei Colloredo-Mansfeld

Dal 1763, Rodolfo Giuseppe di Colloredo del ramo di Santa Sofia venne creato principe per decreto imperiale col predicato "Hochgeboren", equivalente ad Altezza; suo figlio Franz de Paula Gundaker, avendo sposato l'ultima erede della famiglia nobile dei von Mansfeld, ottenne l'assenso imperiale per ottenere armi e titoli della casata materna e pertanto diede origine alla casata dei Colloredo-Mannsfeld che mutò il proprio titolo in principi di Colloredo-Mannsfeld.
- Rudolph Joseph, I principe (1763-1788)
- Franz de Paula Gundaker, II principe poi di Colloredo-Mannsfeld (1788-1807)
- Rudolph Joseph, III principe di Colloredo-Mannsfeld (1807-1843)
- Franz Gundaker, IV principe di Colloredo-Mannsfeld (1843-1852)
- Joseph Franz, V principe di Colloredo-Mannsfeld (1852-1895)
- Joseph Hieronymus, VI principe di Colloredo-Mannsfeld (1895-1957)
- Joseph Leopold, VII principe di Colloredo-Mannsfeld (1957-1990)
- Hieronymus Medardus, VIII principe di Colloredo-Mannsfeld (1990-1998)
- Hieronymus Weikhard, IX principe di Colloredo-Mannsfeld (1998-oggi)

Paul Joseph, erede presunto

## Colloredo-Waldsee
La linea dei Colloredo-Waldsee si originò dalla linea comitale dei Colloredo-Mels quando Orazio II ottenne, con diploma imperiale del 12 Luglio 1646, la baronia di Waldsee dall'imperatore Ferdinando III che andò ad aggiungersi come contea al titolo da egli ricevuto nel 1626 come conte del Sacro Romano Impero. Di fatto, quindi, la linea comitale proseguì come Colloredo-Waldsee.

## I tre letterati
Tre importanti figure letterarie abitarono il castello di Colloredo di Monte Albano. Il primo fu Ermes di Colloredo, che vi nacque nel 1622: con i suoi versi burleschi e asprigni diede alla lingua friulana dignità letteraria.
Il secondo fu Ippolito Nievo, narratore e poeta garibaldino, che un secolo e mezzo dopo rese immortale il castello di Colloredo ne Le confessioni d'un italiano.
Infine dalla penna del terzo, Stanislao Nievo, ci arriva il racconto di quel terribile 6 maggio 1976, quando alle nove della sera il terremoto - "il padrone della notte" - fece crollare in buona parte il castello.

## Membri della casata
- Rudolf von Colloredo (Budweiss, 1585 - Praga, 1657) Feldmaresciallo austriaco, Governatore di Praga.
- Ermes di Colloredo (Colloredo di Monte Albano, 1622 – Gorizzo di Camino al Tagliamento, 1692) poeta italiano.
- Leandro Colloredo (Colloredo di Monte Albano, 1639 – Roma, 1709) cardinale italiano.
- Lazzaro e Giovanbattista Colloredo, gemelli siamesi del XVII secolo
- Girolamo Colloredo (Udine, 1674 – Vienna, 1726) diplomatico austriaco.
- Fabio di Colloredo, (Colloredo 1672 - Lucca 1742) Arcivescovo di Lucca
- Antonín Theodor Colloredo-Waldsee, (29 giugno 1729 – 12 settembre 1811), cardinale austriaco.
- Hieronymus von Colloredo (Brno, 31 maggio 1732 – Vienna, 20 maggio 1812) principe-arcivescovo di Salisburgo

## Colloredo neI Promessi sposi
Uno dei membri di questa famiglia, Rodolfo Colloredo (1585-1657), viene citato nei Promessi Sposi (cap. 30) come uno degli ufficiali dell'esercito imperiale sotto il comando diretto del Wallenstein in marcia attraverso la Lombardia.
(Alessandro Manzoni, I promessi sposi, cap. XXX, 220-225)